# Floresmenievogel
De Floresmenievogel (Pericrocotus lansbergei) is een zangvogel uit de familie Campephagidae (rupsvogels). Deze vogel is genoemd naar Johan Wilhelm van Lansberge die gouverneur-generaal van Nederlands-Indië was.

## Verspreiding en leefgebied
Deze soort is endemisch op de Kleine Soenda-eilanden.

## Status
De grootte van de populatie is niet gekwantificeerd maar de soort wordt omschreven als doorgaans schaars maar plaatselijk soms vrij algemeen. Op de Rode lijst van de IUCN heeft deze soort de status niet bedreigd.